# Palatin
 Ovo je glavno značenje pojma Palatin. Za rimski brežuljak pogledajte Palatin (brežuljak).
Palatin (lat. palatinus: dvorjanik), u Bizantu, naziv za carskog dvorjanika, u prvom redu za predstojnika carske riznice (ministra financija). U feudalno doba palatini (paladini) su bili dostojanstvenici na kraljevskom dvoru; među njima je najodličniji bio comes palatinus, upravitelj kraljevskog dvora. U Engleskoj i Irskoj palatinima su se zvali veliki feudalci koji su na svojim posjedima vršili suverena prava. U srednjovjekovnim romanima palatin je vitez koji pripada ˝okruglom stolu˝ kralja Arthura ili pratnji Karla Velikog.

## Ugarski palatin
U Hrvatsko-ugarskom kraljevstvu palatin je (mađ. nádor, izvedeno od slavenskog na dvor; lat. Palatinus Regni Hungariae) najviši dvorski službenik. U najstarije je vrijeme, po ugledu na franačkog Pfalzgrafa, palatin upravljao kraljevskim dvorom; a od 15. stoljeća, odlukama ugarskog sabora, postao je zamjenik kralja (poglavito u funkciji dvorskog suca) i čuvar njegova pečata.
Godine 1458. kraljevskim proglasom (Articuli pronuntiati de officio palatinatus) palatinova vlast je točnije određena: vlada tijekom interregnuma, regent je u vrijeme maloljetnosti kralja, vrhovni je sudac i zapovjednik vojske, a za izbivanja kralja iz zemlje palatin je njegov zamjenik (locumtenens). Palatina biraju doživotno kralj i sabor, i on je posrednik između sporova kralja i sabora. Palatinova se vlast nije protezala na Hrvatsko kraljevstvo, gdje je ban imao gotovo istu vlast kao palatin u Ugarskoj: ban je potkralj (prorex) u Hrvatskoj, a palatin u Ugarskoj.
Kao posljedica mađarske revolucije, protiv dinastije Habsburg, od 1848. godine mjesto palatina se nije popunjavalo.